# Mohammed Medbouh
El general Mohammed Medbouh (àrab: محمد المدبوح, Muḥammad al-Madbūḥ) (Aknoul, 1927 - Skhirate, 10 de juliol de 1971) va ser un militar de les Forces Armades Reials del Marroc. Va ser Ministre de Correus, Telègrafs i Telèfons (PTT) al govern d'Abdellah Ibrahim de 1958 a 1960. Va ser coorganitzador amb el Tinent Coronel M'hamed Ababou, que estava sota el seu comandament, del Cop d'estat de Skhirat contra el rei Hassan II, el 10 de juliol de 1971.

## Biografia
Era fill d'un caïd amazic d'Aknoul que havia lluitat contra el resistent rifeny Muhammad ibn Abd al-Karim al-Khattabi sota les tropes franceses del general Hubert Lyautey, i va rebre formació militar al cos de cavallers d'elit de Cadre noir de Saumur s'on en sortí com a sotstinent. Enviat a Indoxina, hi va obtenir galons de capità.
Tornat al Marroc el 1952, va donar suport al rei Mohammed V durant la independència del Marroc el 1956 i es va convertir en governador de les províncies d'Ouarzazate i Rabat. Va ser nomenat Ministre de Correus, Telègrafs i Telèfons (PTT), després comandant de la Guàrdia Reial Marroquina del rei Hassan II.. En juliol de 1963 es va frustrar una suposada trama de la Unió Nacional de Forces Populars per matar el rei en el seu llit. Es va dir que els colpistes havien obtingut plànols detallats del palau del general Medbouh, encara que aquest no hi estava implicat. Va ser nomenat cap del Gabinet Reial Militar el 1967. Sovint se'n va anar a cavall amb Hassan II, o jugava a golf amb ell. Medbouh era un dels col·laboradors més propers al rei.
L'abril del 1971 va viatjar als EUA per veure els metges causa dels seus problemes cardiovasculars. Fou encarregat formalment per Hassan II de preparar la visita que el rei havia de fer a Washington del 22 al 27 d'abril, però extraoficialment havia de dur a terme negociacions sobre bases secretes nord-americans al Marroc pagant una renda pagada directament a les arques reals. A Califòrnia es va reunir amb el secretari d'Estat d'Afers Exteriors William P. Rogers, amic del president Pan American World Airways. El secretari d'Estat volia mantenir un cas que l'irrita: la Panamerican volia comprar terres d'alt valor a Casablanca per construir un hotel de luxe, però havia de pagar a Omar Ben Messaoud, ex agregat al gabinet reial que ha muntat un gabinet d'afers, una important comissió a nom de diversos ministres i familiars de la família reial. De tornada a Rabat, Medbouh parlà d'aquest xantatge a Hassan II, qui va detenir Ben Messaoud qui va revelar a la policia la corrupció dels principals ministres i membres de la família reial. Medbouh i altres oficials exigiren un judici públic per condemnar als corruptes però el rei va respondre només amb un canvi parcial de gabinet que afectà només quatre ministres implicats en l'escàndol (Finances, Educació, Turisme, Indústria) i Ben Messaoud fou alliberat. A continuació el general Mohamed Medbouh, decebut pel rei, planificaria un cop d'estat.

El 10 de juliol de 1971 Mohamed Medbouh fou un dels organitzadors d'un intent de cop d'estat contra el rei Hassan II ; segons l'historiador Michel Abitbol, la seva mort es va produir durant el cop 
| « | en circumstàncies com a mínim misterioses | » |

, les versions oficials són contradictòries en aquest punt..